# 昌梨水库
昌梨水库是中国江苏省连云港市东海县境内的一座水库，位于石榴树河上，建于1958年。水库正常库容为1405万立方米，集雨面积为4平方千米，海拔为47.5米。